# Олимпийский комитет Аргентины
Олимпийский комитет Аргентины (исп. Comité Olímpico Argentino; уникальный код МОК — ARG) — организация, представляющая Аргентину в международном олимпийском движении. Штаб-квартира расположена в Буэнос-Айресе. Комитет основан в 1923 году, в том же году был принят в МОК, является членом ПАСО, организует участие спортсменов из Аргентины в Олимпийских, Панамериканских играх и других международных соревнованиях. 